# Željko Bartolović
Željko Bartolović (Donja Pištana kod Orahovice 14. kolovoza 1942.), publicist.
Osnovnu školu počeo u rodnom mjestu, a okončao u Dečanima na Kosovu. Pravoslavnu bogosloviju završio u Beogradu 1964. i stekao zvanje svećenika i vjeroučitelja. Prvi stupanj pravnog fakulteta završio u Prištini 1966, a drugi u Beogradu 1968. Potom se zaposlio u imovinsko-pravnoj službi Općine Orahovica, a 1970. prešao u Republički sekretarijat unutarnjih poslova Hrvatske, u Službu državne sigurnosti Osijek. Kao viši inspektor RSUP-a Hrvatske prešao 1988. u Savezni sekretarijat za unutarnje poslove, u Službu državne bezbednosti i postao glavni inspektor i savjetnik saveznog ministra za vjerska pitanja. Godine 1991. otišao u mirovinu. Do 1998. živio u Osijeku, a zatim se nastanio u Bilju (Baranja). Pisac je više neobjavljenih članaka, rasprava i knjiga, uglavnom s tematikom vezanom za pitanja koja su se ticala odnosa vjerskih zajednica i Ministarstva za vjerska pitanja SFR Jugoslavije. Godine 2004. tiskao u Osijeku knjigu sjećanja "Probušena mantija". (nž)